# Saint-Suliac

Saint-Suliac este o comună în departamentul Ille-et-Vilaine, Franța. În 1 ianuarie 2022 avea o populație de 977 de locuitori.